# Fasci Siciliani
O Fasci Siciliani dei Lavoratori (Liga dos Trabalhadores Sicilianos), conhecido pela forma reduzida Fasci Siciliani, consistiu num movimento de inspiração democrática e socialista, na Sicília, entre 1889 e 1894. O Fasci obteve o apoio dos mais pobres e das classes mais exploradas da ilha e, através da canalização do seu descontentamento e das suas frustrações, elaboraram um programa coerente baseado em novos direitos. Constituído por um conjunto de sentimentos tradicionalistas, religião e consciência socialista, o movimento atingiu o seu auge no Verão de 1893 quando novas condições foram apresentadas aos proprietários de terrenos e de minas da Sicília relacionadas com a renovação das colheitas e contratos de arrendamento.
A rejeição daquelas condições deu origem a diversas greves que se espalharam por toda a ilha, e a violentos conflitos sociais que por pouco não atingiram a insurreição. Os líderes do movimento não conseguiram controlar a revolta. Os proprietários pediram ao governo para intervir, e o primeiro-ministro Francesco Crispi declarou o estado de emergência em Janeiro de 1894, dissolvendo as organizações e o Partido Socialista Siciliano, prendendo os seus líderes e restaurando a ordem através da utilização de extrema força. Seguiram-se algumas reformas, incluindo a compensação aos trabalhadores e a sistemas de pensões. O fim das greves deu, também, origem a um aumento da emigração.